# Puntuació d'Apgar
La puntuació d'Apgar és una prova que se li fa al nounat tan bon punt neix, mitjançant paràmetres senzills cardiovasculars i neurològics. El nom del test és el cognom de la seva inventora, l'anestesiòloga Virginia Apgar. El test data de 1959.
Aquesta prova es fa ràpidament i de manera simple al primer minut de vida del nadó, fins i tot abans del pell a pell, i eventualment es pot repetir cada cinc minuts per a observar la seva evolució.

## Puntuació
La puntuació total s'obté per suma del resultat (0, 1 o 2) de cadascuna de les cinc categories:
- Freqüència cardíaca (pulsacions per minut):
  - Sense pols: 0
  - Inferior a 100: 1
  - Superior a 100: 2
- Moviments respiratoris:
  - Absents: 0
  - Lents, irregulars, respiració feble: 1
  - Regulars, crit fort: 2
- To muscular:
  - Flacciditat: 0
  - Lleugera flexió de les extremitats: 1
  - Moviment actiu: 2
- Resposta a l'estimulació cutània:
  - Absent: 0
  - Ganyota o lleu moviment: 1
  - Crit vigorós: 2
- Coloració de la pell: 
  - Blau o pàl·lid: 0
  - Cos rosat amb mans i peus blavosos: 1
  - Enterament rosat: 2

## Interpretació
Es dona una puntuació determinada a cadascun dels paràmetres següents: freqüència cardíaca, respiració, to muscular, resposta als estímuls i color de la pell; de manera que la suma total de punts pot anar de 0 a 10.
Es considera un nounat sa si té una puntuació per sobre de 8, però no és gaire freqüent una puntuació de 10, ja que gairebé tots els nadons perden un punt per tenir les mans i els peus blavosos, cosa que d'altra banda és normal i pertany a la fase d'adaptació després del naixement. Es considera que els nens amb puntuació menor de 8 necessiten assistència.
Les puntuacions baixes al cap de deu minuts, i especialment als vint minuts de vida, semblen indicar morbimortalitat neonatal.